# 큐뉴섹켄 쿄신샤
큐뉴섹켄 쿄신샤 주식회사(牛乳石鹸共進社株式会社, Cow Brand Soap Kyoshinsha Co.,Ltd.)는 비누, 샴푸등을 생산하는 일본의 기업이다. 산와그룹에 소속되어 있다.
본사는 오사카시에 있다.

## 역사
- 1909년 - 쿄신샤 비누 제조소 설립
- 1943년 - 쿄신샤 유지 공업으로 사명변경
- 1967년 - 큐뉴섹켄 쿄신샤로 사명변경
- 1994년 - 현재의 CI변경

## 사업소, 공장
본사가 오사카시에 있고 지점은 도쿄도, 나고야시, 후쿠오카시, 삿포로시에 공장은 오사카시에 있다.

## 한국 총판
대한민국에 (주)한일맨파워에서 판매되어 총판 되고 있다.

## 같이 보기
- 산와그룹
- 라이온 (기업)
- 비누